# Three Rivers (Nuovo Messico)
Three Rivers è una comunità non incorporata degli Stati Uniti d'America della contea di Otero nello Stato del Nuovo Messico.